# Râul Secu, Dorna
Râul Secu este un afluent al râului Dorna. 

## Hărți
- Harta Munții Călimani  Arhivat în 11 octombrie 2008, la Wayback Machine.
- Harta Județul Suceava